# Ostry (raper)
Ostry, właściwie Marcin Ostrowski (ur. 25 listopada 1982 w Bytomiu) – polski raper. Członek zespołów Bezimienni, Młoda Krew i Motywacja, prowadzi także solową działalność artystyczną.
W 2004 roku wraz z Adrianem „Ryjkiem” Sforą i Markiem „Marą” Hładkim założył zespół Bezimienni. W 2005 roku ukazał się debiutancki nielegal formacji zatytułowany Verba Veritatis. Rok później nakładem wytwórni Box Music ukazał się kolejny materiał zespołu pt. Granda. Następna płyta Bezimiennych – Walka, została wydana w 2008 roku, ponownie przez Box Music. W 2010 roku Ostry założył oficjalnie wytwórnię i markę odzieżową pod nazwą Klincz. W 2011 roku, nakładem tejże firmy do sprzedaży trafiła czwarta produkcja formacji Bezimienni pt. Co mnie nie zabije to mnie wzmocni.
30 maja 2014 roku nakładem wytwórni muzycznej Klincz, w dystrybucji Step Records ukazał się debiutancki album solowy rapera zatytułowany Cztery wiosny. Produkcji nagrań podjęli się Żwirek, Jot-wu, Dos, Wowo, Choina, Chmurok. Z kolei wśród gości na płycie znaleźli się m.in.: Kasia Moś, Epis, Pih, Juras, Karol Chachurski, Kali oraz Paluch. Płyta zadebiutowała na 41. miejscu krajowej listy przebojów (OLiS).

## Dyskografia
Albumy solowe
| Rok  | Album                                                                    | Pozycja na liście | Certyfikat          |
| Rok  | Album                                                                    | POL               | Certyfikat          |
| ---- | ------------------------------------------------------------------------ | ----------------- | ------------------- |
| 2014 | Cztery wiosny - Data: 30 maja 2014 - Wydawca: Klincz/Step Records        | 41                |                     |
| 2017 | Rysopis - Data: 13 listopada 2018 - Wydawca: Klincz/Step Records         | 32                | - ZPAV: złota płyta |
| 2023 | Slajdy (jako Ostry Bezimienni) - Data: 15 grudnia 2023 - Wydawca: Klincz |                   |                     |

Współpraca
| Rok  | Album                                                                              | Pozycja na liście |
| Rok  | Album                                                                              | POL               |
| ---- | ---------------------------------------------------------------------------------- | ----------------- |
| 2021 | Plecak marzeń (oraz Bezimienni) - Data: 7 maja 2021 - Wydawca: Klincz/Step Records | 12                |

Single
| Rok  | Utwór                                     | Certyfikat          | Album         |
| ---- | ----------------------------------------- | ------------------- | ------------- |
| 2017 | „Rysopis” (gościnnie: Dudek P56)          | - ZPAV: złota płyta | Rysopis       |
| 2018 | „Rejs” (gościnnie: Kasia Moś)             | - ZPAV: złota płyta | Rysopis       |
| 2018 | „Będzie dobrze”                           | - ZPAV: złota płyta | Rysopis       |
| 2020 | „Plecak marzeń” (oraz Bezimienni)         | - ZPAV: złota płyta | Plecak marzeń |
| 2023 | „Za każdą chwilę” (jako Ostry Bezimienni) | - ZPAV: złota płyta | Slajdy        |

Występy gościnne
| Rok  | Utwór                                          | Album              | Źródło |
| ---- | ---------------------------------------------- | ------------------ | ------ |
| 2010 | „O.B.P.R.” – DYM KNF (gościnnie: Arbuz, Ostry) | Trzeba robić swoje | [ 20 ] |
| 2013 | „Iść dalej tam” – DYM KNF (gościnnie: Ostry)   | A my swoje         | [ 21 ] |

Kompilacje różnych wykonawców
| Rok  | Utwór                                                 | Album               | Źródło |
| ---- | ----------------------------------------------------- | ------------------- | ------ |
| 2010 | Hades, Ostry, VNM, Małolat, Sokół – „Mentalne blizny” | Prosto Mixtape 600V | [ 22 ] |

## Teledyski
| Rok  | Tytuł                                                | Reżyseria/Realizacja | Album         | Źródło |
| ---- | ---------------------------------------------------- | -------------------- | ------------- | ------ |
| 2014 | „Trudy przynoszą zaszczyty” (gościnnie: Kali)        | WildBerry Brand      | Cztery wiosny | [ 23 ] |
| 2014 | „Pierwszy raz” (gościnnie: Paluch, Karol Chachurski) | Adam Gawenda         | Cztery wiosny | [ 24 ] |